# Adamsville (Delaware)
Adamsville es un área no incorporada ubicada en los condados de Kent y Sussex en el estado estadounidense de Delaware.

## Geografía
Adamsville se encuentra ubicada en las coordenadas 38°49′53″N 75°41′21″O / 38.83139, -75.68917.